# Demain tu te maries (arrête, arrête, ne me touche pas)
Singles de Patricia Carli
Le roseau et la rivière
(1963)
Demain tu te maries (arrête, arrête, ne me touche pas) est une chanson française composée, écrite et interprétée par Patricia Carli en 1963.

## Histoire
La chanson est citée par Fabrice Luchini dans sa plaidoirie à la fin du film Tout ça... pour ça ! de Claude Lelouch.

## Classement
Au cours de l'année 1963, la chanson obtient la 15e place du classement des meilleures ventes de 45 tours en France.